# Calamaria banggaiensis
Espèce
Calamaria banggaiensis  est une espèce de serpents de la famille des Colubridae.

## Répartition
Cette espèce est endémique des îles Banggai dans l'archipel de Sulawesi en Indonésie.

## Étymologie
Son nom d'espèce, composé de banggai et du suffixe latin -ensis, « qui vit dans, qui habite », lui a été donné en référence au lieu de sa découverte.

## Publication originale
- Koch, Arida, Mcguire, Iskandar & Böhme, 2009 : A new species of Calamaria (Squamata: Colubridae) similar to C. ceramensis de Rooij, 1913, from the Banggai Islands, east of Sulawesi, Indonesia. Zootaxa, n. 2196, p. 19–30